# McLaughlin (Dacota do Sul)
McLaughlin é uma cidade localizada no estado norte-americano de Dacota do Sul, no Condado de Corson.

## Demografia
Segundo o censo norte-americano de 2000, a sua população era de 775 habitantes.
Em 2006, foi estimada uma população de 757, um decréscimo de 18 (-2.3%).

## Geografia
De acordo com o United States Census Bureau tem uma área de
1,1 km², dos quais 1,1 km² cobertos por terra e 0,0 km² cobertos por água. McLaughlin localiza-se a aproximadamente 610 m acima do nível do mar.

## Localidades na vizinhança
O diagrama seguinte representa as localidades num raio de 36 km ao redor de McLaughlin.